# 鉄平と順子
『鉄平と順子』（てっぺいとじゅんこ）は、1972年10月3日から1973年1月16日まで日本テレビ系列の火曜21時00分 - 21時30分（JST）に放送されたテレビドラマである。全15回。

## 概要
相良鉄平は明倫大学大学院で心理学を研究する若い男。一方でポンコツな愛車を乗り回し、青い鳥を捜し求めて放浪の旅を続けている。ある日、大学の図書室で美しい女性・林順子とめぐり合い、プロポーズを経て結婚するが…。「夫婦の幸せとは何か」をテーマに、明るいタッチで描いた。
1969年4月1日〜同年9月30日放送の『夜の笑待席』終了後、『ゲバゲバ』シリーズや『火曜スペシャル』といった90分番組のため、3年間中断していた30分番組を復活させたが、15回で終了した。
終了後は同日に開始し、6回で打ち切りとなった直前番組『スーパースター・8☆逃げろ!』の次番組として、60分番組として復活した『火曜スペシャル』（第3期）を、21:25まで拡大し、1973年9月まで続けた。そして『火曜スペシャル』終了後、20時枠と21時枠はそれぞれ1時間ドラマ枠となったため、火曜21時台の30分番組は、当番組が事実上最後となった。

## 出演者
- 相良鉄平：大和田伸也
- 林順子：松坂慶子
- 川島：森本レオ
- 信江：奈美悦子
- 恭司（昌代の夫）：寺田農
- 昌代（鉄平の姉）：悠木千帆（現：樹木希林）
- 相良克雄（鉄平の父）：有島一郎
- 相良キヌ（鉄平の母）：幾野道子
- 相良泰介（鉄平の兄）：山本耕一
- 林寛二郎（順子の父）：浜田寅彦
- 林貞子（順子の母）：月丘千秋
- 林啓子（順子の妹）：荒牧啓子
- 菊代：三笠すみれ
- よね（菊代の祖母）：桜むつ子
- 五十吉：小池朝雄
- 小杉教授：小泉博
- 稲葉教授：下元勉
- 白石奈緒美
- 柴田未保子
- 野村けい子
- 早苗：あかはゆき

## スタッフ
- 原作：三浦朱門（「青い鳥を告発せよ」より）
- 脚本：市川森一（全回担当）
- 監督：番匠義彰、窪川健造
- 音楽：牧野由多可
- 制作：国際放映

## 主題歌
「ふたりの青い鳥」
- 歌：コスモス

## サブタイトル
1. 1972年10月3日 「妻をめとらば」
2. 1972年10月10日 「二人だけの旅立ち」
3. 1972年10月17日 「去年、別れた海へ」
4. 1972年10月24日 「さすらいのマイ・ホーム」
5. 1972年10月31日 「こころに風の吹く夜は」
6. 1972年11月7日 「鳥籠の中の草原」
7. 1972年11月14日 「幸福への迷路」
8. 1972年11月21日 「父と母の場合は」
9. 1972年11月28日 「やさしい獣（けだもの）」
10. 1972年12月5日 「木枯しの予感」
11. 1972年12月12日 「階段の上の毛糸玉」
12. 1972年12月19日 「哀しいクリスマス」
13. 1972年12月26日 「遠い春に向って」
14. 1973年1月9日 「浮気だって?!」
15. 1973年1月16日 「ふたりの青い鳥」

## 備考
- 1973年1月2日の放送は、プロボクシング世界フライ級タイトルマッチ「大場政夫VSチャチャイ・チオノイ」（20:00 - 21:25）中継のため、休止となった。
- この枠でドラマが放送されたのは、1966年10月4日〜1967年3月28日放送の『ぼくの母さん』（主演：池内淳子）以来、5年半振り。

## 参考資料
- テレビドラマデータベース